# Packwood (Iowa)
Packwood – miasto w Stanach Zjednoczonych, w stanie Iowa, w hrabstwie Jefferson. Zgodnie ze spisem statystycznym z 2000 roku, miasto liczyło 223 mieszkańców.